# David (Bernini)

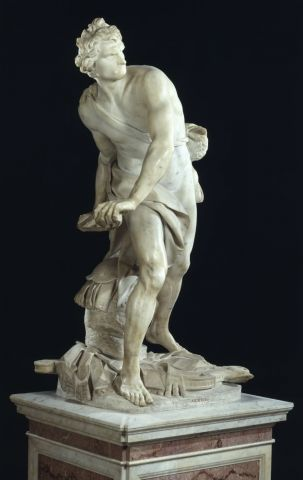
El David de Bernini.

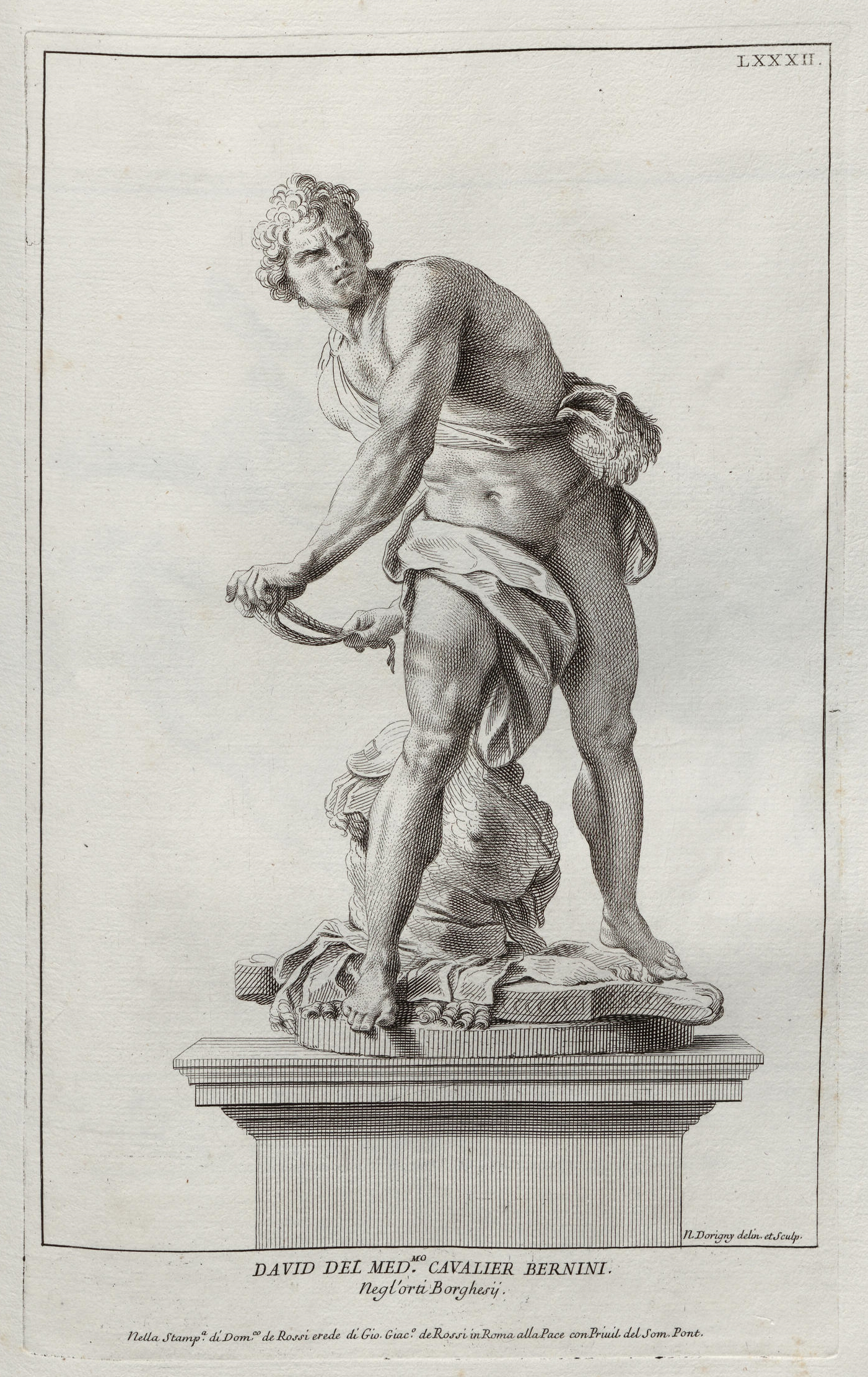
El David de Bernini según un grabado de Nicolas Dorigny (1704)

El David  es una estatua realizada por Gian Lorenzo Bernini entre 1623 y 1624. Es de  tamaño real (170 cm) y está ejecutada en mármol con gran virtuosismo técnico. Pasó a formar parte de la colección de su principal mecenas, el Cardenal Scipione Borghese, y actualmente se expone en la Galleria Borghese.
Representa al futuro rey David, uno de los personajes del Antiguo Testamento, el cual derrota al gigante Goliat lanzando una piedra con una honda.
A pesar de la temática cristiana, esta estatua, entre otras de temas similares, sirve para rescatar el tema clásico de los jóvenes atletas griegos, los kuroí.
En comparación con otras versiones pasadas del tema, como la famosa estatua el David de Miguel Ángel, se muestran cualidades paradigmáticas de la escultura del Barroco. Sobre la placidez clásica y renacentista, Bernini introduce emoción y dinamismo. 
Al contrario que en obras más tempranas del artista, esta obra no presenta el mismo énfasis vertical. El cuerpo de la figura se muestra en el instante en que se dispone a tirar la piedra, los dos pies apoyados, el cuerpo medio girado. La figura está en tensión, el movimiento y la potencia están implícitos. La cara muestra concentración, con el ceño fruncido e incluso mordiéndose el labio inferior. El gesto impetuoso de la obra se acentúa con el movimiento serpentino, con lo que el autor demuestra su profundo conocimiento de la anatomía en acción. El movimiento en hélice, así como la captación del instante, son propios del barroco. Este David no es el guerrero perfecto e idealizado, sino uno muy humano esforzándose para lograr sus metas. Tras la figura, yacen varias armas descartadas, recordándonos que esta no es una batalla ganada a través de un armamento superior, sino de un esfuerzo físico. A sus pies, un arpa hermosamente tallada, que indica que David se convertirá en un poeta.
Tampoco es típico de las esculturas anteriores de Bernini el representar un hombre, en otras obras como Apolo y Dafne elige modelos mucho más jóvenes y delicados. 
El David de Donatello es una representación del héroe victorioso, que se yergue con confianza. En términos políticos, se trata de una metáfora de la Florencia que se vio a sí misma como el centro del apogeo artístico Italiano del Renacimiento. El David de Miguel Ángel representa el momento de la planificación, la tensión mental de la toma de una decisión: pasividad externa, pero una gran lucha interior. La obra de Bernini, por otra parte, plasma un ideal diferente porque resalta el movimiento físico y el patetismo del rostro frente al reposo y la serenidad clásicos. El enérgico David de la honda debe asociarse a la idea de combate; debe reflejar el fuego de la Contrarreforma que San Ignacio de Loyola deseaba extender por la Europa protestante, es por esto que esta imagen se sitúa en la corriente cultural del Barroco católico.